# Bergamo TV
Bergamo TV è una televisione locale italiana con sede nel centro della città di Bergamo.

## Storia
Bergamo TV inizia le sue trasmissioni nel 1976 in una piccola sede di via Mario Flores alla Celadina di Bergamo per iniziativa del fotografo bergamasco Gianni Colleoni meglio conosciuto come foto flash e collaboratore de L'Eco di Bergamo. Colleoni passò dall'immagine fissa della sua reflex a quella in movimento della telecamera. Colleoni venne supportato da colleghi giornalisti per le trasmissioni; non potendo sostenere gli elevati costi di gestione, entrarono nella proprietà Luciano Goiti, monsignor Aldo Nicoli e la Banca Popolare di Bergamo. Il direttore artistico era il regista Andreas Kocsis, poi fondatore di TelePadania. Primo nome dell'emittente fu Tele Bergamo, che trasmetteva sul canale UHF 56, per poi successivamente trasmettere anche dal canale UHF 65 con la denominazione di Bergamo TV. L'attuale proprietà è della diocesi di Bergamo gruppo Sesaab con l'emittente radiofonica Radio Alta e il quotidiano L'Eco di Bergamo.
Ha un bacino d'utenza costituito dalle province di Bergamo, Brescia, Cremona, Lodi, Milano e Monza e Brianza (il segnale è tuttavia ricevibile anche in parte del Piacentino e del Lecchese) e raggiunge punte d'ascolto paragonabili ai network regionali.
Ogni giorno l'emittente bergamasca trasmette dieci ore di proprie produzioni, escludendo spot e pubblicità. Oltre ai notiziari, altri programmi di successo sono Incontri, Emergenti, Tutto Atalanta e Sottorete con la Foppa Pedretti.
Tra i programmi di successo si annovera La classe non è acqua, un talk show la cui redazione è composta da ragazzi universitari e di scuole superiori che da apprendisti giornalisti si cimentano con la stesura di scalette, interviste e montaggi. Durante la puntata serale, in diretta, i ragazzi intervistano l'ospite di turno. Gianni Decimo, già vincitore del Festival di Castrocaro 2001 e autore tv, è succeduto alla conduzione della trasmissione dopo alcune edizioni curate da Leandro Diana, già conduttore a Telelombardia e poi responsabile della comunicazione all'assessorato alle culture, identità e autonomie della Regione Lombardia.
Un'altra trasmissione di successo è il Bepi Quiss, gioco a quiz ideato e condotto da Tiziano Incani, cantautore bergamasco soprannominato "il Bepi". Il gioco, che vede sfidare due coppie di concorrenti per ogni puntata, consiste nel rispondere ad alcune domande su tematiche che riguardano la città di Bergamo e la provincia. In palio non ci sono soldi ma prodotti tipici della bergamasca messi in palio da aziende che rappresentano gli sponsor la trasmissione.
Bergamo TV trasmetteva anche via satellite in modalità FTA con l'identificativo BergamoSat: nel 2008 era posizionato sul canale 950 di Sky Italia, successivamente venne spostato sul canale 842 di Sky, ma essendo FTA era visibile con qualsiasi piattaforma satellitare, come Freesat e Tivùsat. Nel 2013 l'emittente ha rinunciato alla frequenza satellitare, e dunque non è più disponibile sulle varie piattaforme di Hot Bird.
Dal 30 settembre 2013 Bergamo TV ha assorbito l'emittente locale bergamasca Videobergamo, il cui marchio in seguito è stato ripristinato sul canale LCN 689.

## Programmi e giornalisti

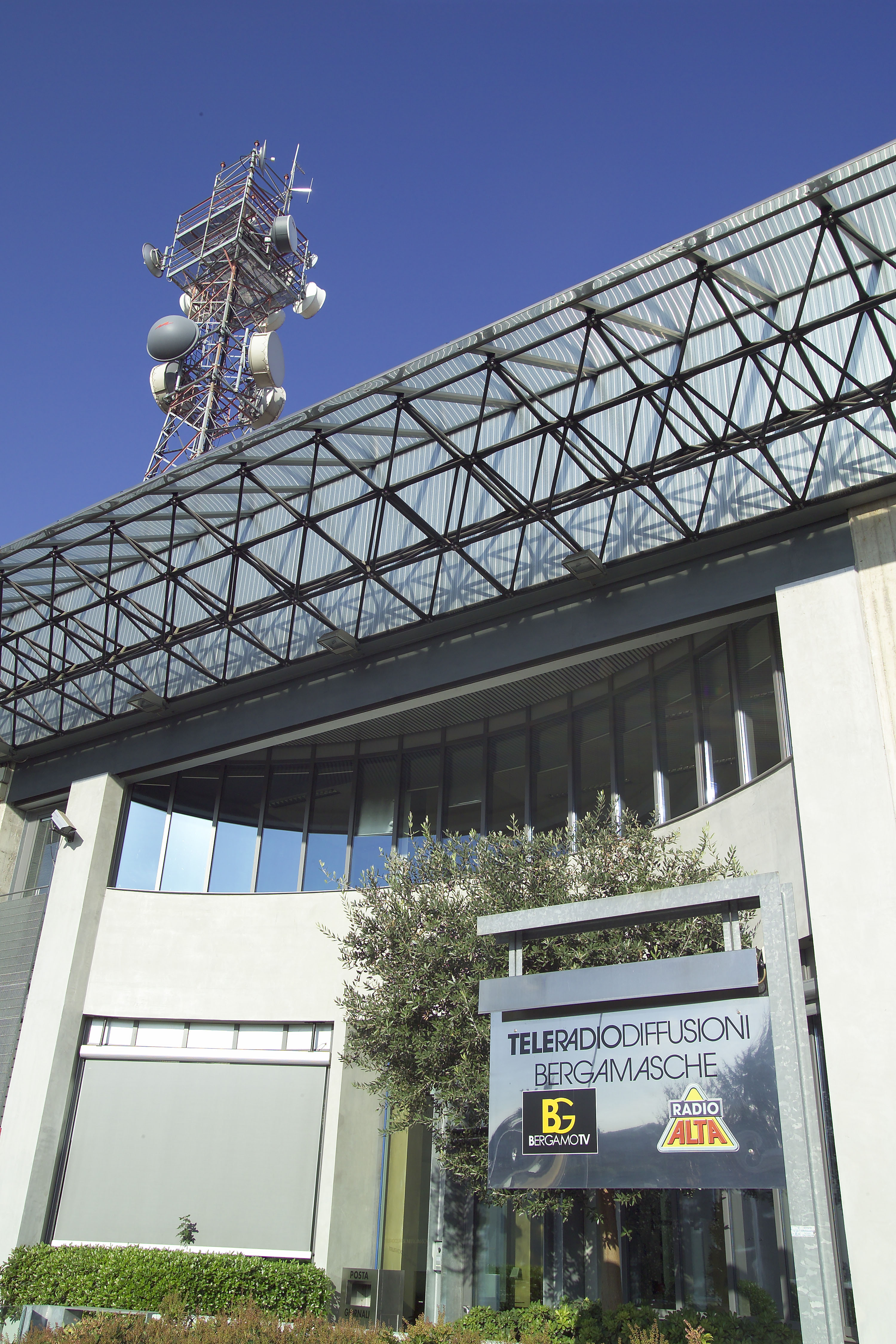
La vecchia sede di BergamoTV in via Corti 27, in uso fino al 2013

I programmi di spicco di Bergamo TV sono Incontri, TuttoAtalanta e Sotto rete con la Foppa Pedretti. Molto seguito anche il telegiornale, Bergamo Notizie, nella sua edizione serale delle 19.30.
- Bergamo TG è il telegiornale di Bergamo TV. Va in onda tutti giorni in due edizioni, alle ore 12.00 e alle ore 19.30 e ha la durata di mezz'ora. È strutturato in tre parti: la prima dedicata alle news di cronaca della bergamasca, la seconda all'economia, con la chiusura delle borse, i cambi, e le notizie economiche cittadine e, infine, la terza parte dedicata allo sport con notizie sull'Atalanta, Albinoleffe, Volley Bergamo e calcio provinciale. La giornalista Gisella Donadoni è stata per lungo tempo il volto del telegiornale quotidiano Bergamo TG.
- Il Meteo è la rubrica curata dal meteorologo Roberto Regazzoni in onda tutte le sere alle 19.15. Appuntamento diventato ormai un classico per i bergamaschi, durante la prima parte vengono mostrate le fotografie inviate dai telespettatori alla redazione, le quali spaziano da foto artistiche (rappresentanti paesaggi bergamaschi, montagne o fiori particolari) fino a foto di matrimoni, compleanni di bambini e anziani e di animali.
- Bergamo in diretta è un programma di approfondimento a cura della redazione del telegiornale. Si occupa dei problemi di Bergamo e provincia, approfondendoli con ospiti in studio. Una puntata al mese offre una carrellata di servizi dedicati a delle attività bergamasche, e in questo caso al titolo del programma si aggiunge "magazine". In occasione delle elezioni che riguardano Bergamo, il programma cambia titolo in Bergamo vota, e, durante la campagna elettorale, ospita i due candidati di maggior spicco, mentre durante lo spoglio delle schede segue con una lunga diretta tutti i risultati paese per paese.
- Incontri è un contenitore giornaliero condotto da Max Pavan. All'interno vengono approfonditi argomenti riguardanti la vita bergamasca con molti ospiti. Non mancano le rubriche, come quelle dedicate ai problemi condominiali o a quelli del codice stradale. In apertura di programma (17,15) e in chiusura (18,35) il conduttore si collega con la redazione del telegiornale, per gli aggiornamenti. Dalla stagione 2015/2016, il programma ha mutato nome in Bergamo Live ed è condotto da Paola Abrate.
- Gente e Paesi è un programma condotto e curato da Francesca Manenti in onda tutti i mercoledì sera alle 20.40. La conduttrice in ogni puntata si reca in un diverso paese della bergamasca per scoprirne la storia e l'evoluzione nel corso degli anni, oltre alle opere di ultima realizzazione.
- TuttoAtalanta Diretta Stadio è un programma sportivo condotto da Fabrizio Pirola, che segue l'Atalanta durante le partite. Va in onda in qualsiasi occasione la squadra scenda in campo, di solito la domenica.
- TuttoAtalanta è un programma sportivo condotto da Matteo de Sanctis dedicato alla squadra bergamasca per eccellenza, l'Atalanta. Va in onda il lunedì sera in diretta dallo studio 3 di Bergamo TV con molti ospiti, tra i quali i due giornalisti Elio Corbani e Pietro Serina. In ogni puntata è presente l'ospite d'eccezione, solitamente un personaggio atalantino.
- Sotto rete con la Foppa Pedretti è un programma condotto e curato da Simona Befani, dedicato alla squadra di pallavolo femminile del Volley Bergamo. La conduttrice ospita in studio in ogni puntata un membro della squadra, dallo staff dirigenziale fino alle giocatrici, analizzando e commentando le partite della settimana.
- Pinzimonio: pucia la tua idea è un programma condotto e realizzato da studenti con il patrocinio di Animazione Cristiana della Scuola (ACS). La trasmissione è un contenitore in stile talk-show imperniato sul tema della scuola in tutte le sue sfaccettature. Consta di due stagioni all'attivo, la prima delle quali realizzata anche con la collaborazione della Consulta Provinciale degli Studenti di Bergamo (CPSbg).

## Diffusione terrestre
Con il passaggio dalla trasmissione analogica a quella digitale a partire dal secondo semestre del 2010, Bergamo TV trasmette solo in Digitale terrestre sul canale 17 dell'LCN ed è presente in più mux locali. Sempre in concomitanza del passaggio alla nuova modalità di trasmissiva, il gruppo lancia un nuovo canale dedicato esclusivamente all'informazione locale, BG24, che si colloca sulla LCN 198.
In un primo periodo il mux di proprietà occupava la frequenza UHF 65, con un'area di copertura vasta, interessante non solo la Provincia di Bergamo, ma anche parte di quelle limitrofe, inclusi il Sebino bresciano e la Val Camonica.
In seguito alla dismissione forzata della banda UHF 61-69 decretata dal governo e dalle regole europee, dalla fine del dicembre 2012, la frequenza di trasmissione è divenuta il canale UHF 32 (562 MHz), che è stato spento nell'aprile 2016 per questioni di coordinamento internazionale.
Con lo switch off del marzo 2022 Bergamo TV è passata al canale 15 del DTT.

## Ascolti

### Contatti giorno medio mensile target 4+ regione Lombardia
|      | Gennaio | Febbraio | Marzo   | Aprile  | Maggio  | Giugno  | Luglio  | Agosto  | Settembre | Ottobre | Novembre | Dicembre | Media anno |
| ---- | ------- | -------- | ------- | ------- | ------- | ------- | ------- | ------- | --------- | ------- | -------- | -------- | ---------- |
| 2014 | 205.845 | 180.318  | 160.568 | 163.478 | 158.149 | 169.835 | 174.535 | 168.156 | 173.637   | 176.242 | 198.227  | 195.984  | 177.660    |
| 2015 | 190.792 | 172.321  | 157.775 | 144.077 | 153.318 | 138.660 | 161.249 | 158.917 | 162.965   | 163.821 | 190.922  | 190.987  | 165.433    |
| 2016 | 151.315 | 140.304  | 129.603 | 107.879 | 101.069 | 118.141 | 124.722 | 128.530 | 139.232   | 129.272 | 123.914  | 124.113  | 126.395    |
| 2017 | 141.731 | 133.397  | 113.094 | 121.220 | 121.330 | 142.763 | 137.387 | 127.751 | 143.166   | 117.934 | 144.344  | 150.479  | 132.852    |
| 2018 | 148.516 | 160.896  | 151.178 | 136.961 | 144.658 | 145.528 | 154.957 | 162.919 | 156.745   |         |          |          |            |